# Ulrich Magin
Ulrich Magin (* 1962 in Ludwigshafen am Rhein) ist ein deutscher Journalist, Linguist, Dolmetscher und Autor. Seine Hauptthemen sind Sagen und Präastronautik.

## Leben
Magin ist studierter Diplom-Dolmetscher und arbeitete zunächst als Übersetzer und Werbetexter für Kundenzeitschriften, bis er anfing, auch deutschsprachige Sachbücher und Romane zu schreiben.
Von 2008 bis 2011 war Magin Programmleiter beim Lüchow-Verlag. 2011 machte sich Magin in der Nähe von Stuttgart selbstständig.

## Bibliographie (Auswahl)
- 1993: Trolle, Yetis, Tatzelwürmer, Beck-Verlag.
- 1996: Geheimwissenschaft Geomantie: der Glaube an die magischen Kräfte der Erde, München, Beck-Verlag.
- 1997: Der Ritt auf dem Kometen. Über Charles Fort
- 2008: Der Fisch.
- 2009: Kreativkurs Landschaftsmalerei : ausdrucksstarke Projekte Schritt-für-Schritt München, Bassermann-Verlag. (zusammen mit Kaaren Poole und Jerry Mucklow)
- 2012: Kluge Scheiße
- 2012: 100% MONNEM!: Das heitere Lexikon. Monnem von A–Z (zusammen mit Steffen Boiselle)
- 2013: "Bitte überweisen Sie meine Beute auf das angegebene Konto": die dümmsten Verbrecher der Welt, Freiburg im Breisgau; Basel; Wien, Herder-Verlag.
- 2014: Spuk im Pferdestall, Köln (zusammen mit Susanne Noll).
- 2015: Ulrich Magin: Magischer Mittelrhein: mystische Orte und unheimliche Ereignisse am Rhein zwischen Mainz und Köln.
- 2016: Sagen und Legenden aus der Pfalz.
- 2016: Geheimnisse des Saarlandes: Geister – Wunder – Hinkelsteine: über Unerklärliches und Unheimliches an der Saar, Geistkirch Verlag, ISBN 978-3-946036-53-1
- 2016: Ulrich Magin: Das ist die Pfalz: Weinberg, Waldmeer, Weltachs
- 2016: 100% PÄLZER!: Das heitere Lexikon. Monnem von A–Z (zusammen mit Steffen Boiselle)
- 2019: Keltische Kultplätze in Deutschland. Geschichte und Mythos einer rätselhaften Kultur. Nikol, Hamburg. ISBN 978-3-86820-535-0.

Magin schreibt bei Mysteria3000.
Er hat auch Artikel für Magazine wie Reader’s Digest, tauchen, Unterwasser, Bild der Wissenschaft und Spektrum der Wissenschaft geschrieben.